# Karine Ruby
Karine Ruby, née le 4 janvier 1978 à Bonneville en Haute-Savoie, morte le 29 mai 2009, en tant que guide du Mont Blanc avec un de ses clients à Chamonix, est une championne olympique française de snowboard, spécialiste du slalom géant, du slalom parallèle et du boardercross et une guide de haute montagne.
Première championne olympique de snowboard avec la médaille d'or du slalom géant des Jeux olympiques de Nagano en 1998, une médaille d'argent aux Jeux de Salt Lake City en 2002, six médailles d'or et quatre médailles d'argent aux championnats du monde de snowboard en slalom parallèle, slalom géant et cross entre 1996 et 2005, 67 victoires en Coupe du monde, un record que personne n'a jamais approché, et 6 globes de cristal, elle est la snowboardeuse la plus titrée de son temps.
Après avoir pris sa retraite sportive, elle meurt à l'âge de 31 ans, en tombant dans une crevasse pendant qu'elle faisait son métier de guide dans le massif du Mont-Blanc. Karine Ruby a été incinérée à Chamonix.

## Biographie
Elle était entrée dans l'histoire du snowboard en devenant à 20 ans la première championne olympique de sa spécialité en remportant le slalom géant des Jeux olympiques de Nagano en 1998, titre que faillit lui contester sa compatriote Isabelle Blanc en tête des temps aux intermédiaires avant de chuter sur la dernière porte. Durant cette dernière saison 1998, Karine Ruby avait remporté sept courses avant les Jeux.
Quatre ans plus tard, elle remportait la médaille d'argent aux Jeux olympiques de Salt Lake City, devancée en finale du géant parallèle par Isabelle Blanc.
Puis, lassée par la rigueur de l'entrainement du snowboard alpin, elle s'était tourné vers le snowboardcross, une nouvelle discipline qu'elle trouvait alors plus attrayante.
Après avoir surmonté une blessure au genou en 2004 (intervention en juin sur le ligament croisé antérieur gauche) et une double fracture des vertèbres dorsales en 2005, elle participait en 2006 à ses troisièmes olympiades aux Jeux de Turin, terminant à la 16e place de l'épreuve de boardercross. Elle avait alors annoncé son retrait de la compétition en larmes, déclarant vouloir passer à autre chose.
Elle était la snowboardeuse la plus titrée de son époque, avec en plus de son titre olympique, six titres et 4 médailles d'argent aux championnats du monde de snowboard en slalom parallèle (1 titre en 2001), slalom géant (2 titres en 1996 et 2001) et cross (3 titres en 1997, 2001 et 2003) entre 1996 et 2005, 122 podiums dont 67 victoires en Coupe du monde et 19 globes de cristal, trophée récompensant le vainqueur du classement général de la Coupe du monde,.
Elle avait mis un terme à sa carrière de compétitrice en février 2006 après les JO de Turin. Depuis 2005, elle se consacrait à sa passion, la montagne, et avait suivi une formation à l'École nationale de ski et d'alpinisme (ENSA) pour devenir guide de haute montagne, organisant des randonnées dans le massif du Mont-Blanc.

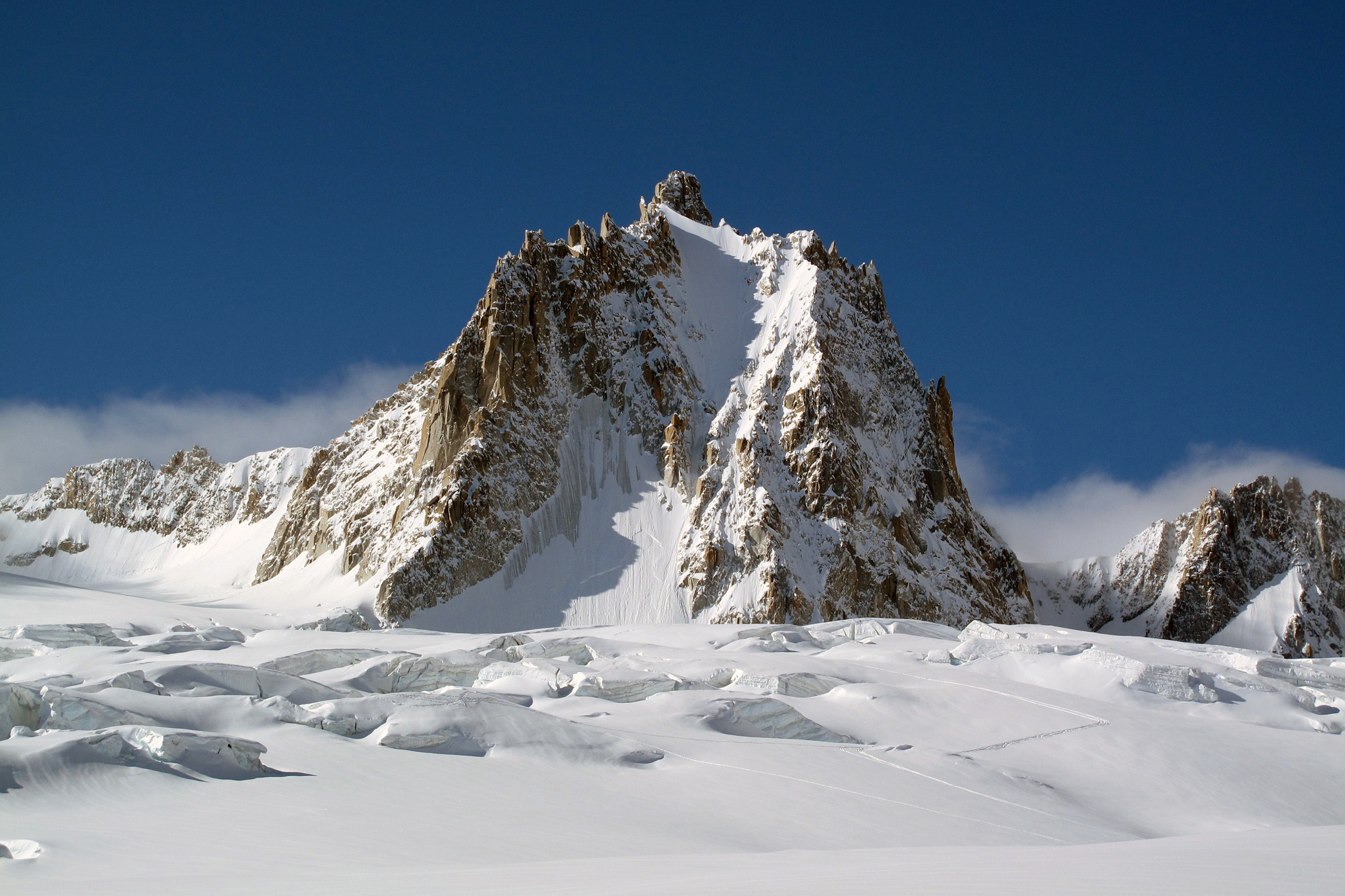
Les crevasses du glacier du Géant devant la Tour Ronde.

Devenue aspirant-guide de haute montagne, c'est au cours de l'une de ses courses qu'elle trouve la mort le 29 mai 2009 avec deux clients. En fin de matinée, elle venait de gravir la Tour Ronde (3 792 m) par l’arête sud-est et redescendait par l’itinéraire normal. Cette course en haute montagne était réalisée dans le cadre d’un séminaire d’entreprise dont les deux clients de Karine Ruby étaient salariés. Selon l’enquête du peloton de gendarmerie de haute montagne (PGHM) de Chamonix, l’accident s’est produit à la descente, alors que la cordée venait de faire une pause au col d’Entrèves (3 400 m) et cheminait dans la partie supérieure du glacier du Géant sur un terrain à faible déclivité, à 3 300 mètres d'altitude. Un pont de neige s’est effondré au passage des alpinistes, l’un des trois chutant dans une crevasse et entraînant les deux autres sur une vingtaine de mètres,,.
Près de 2 000 personnes dont des amis, des guides de haute-montagne et des personnalités sportives et politiques assistent aux obsèques publiques le lundi 1er juin en l'église de Chamonix, devant la Maison de la montagne. Sa mère, Claude Ruby, déclarera : « Tu entretenais avec la montagne une relation fusionnelle. Comme toute passion dévorante, elle t'a avalée. »
En 2013, le Conseil Départemental de la Haute-Savoie a attribué le nom de la championne au collège de Saint-Pierre-en-Faucigny.

## Palmarès

### Jeux olympiques d'hiver
- Jeux olympiques de 1998 à Nagano (Japon) :
  -  Médaille d'or en Slalom géant.
- Jeux olympiques de 2002 à Salt Lake City (États-Unis) :
  -  Médaille d'argent en Slalom géant parallèle.

### Championnats du monde de snowboard
- Championnats du monde de 1996 à Linz (Autriche) :
  -  Médaille d'or en Slalom géant.
- Championnats du monde de 1997 à San Candido (Italie) :
  -  Médaille d'or en Cross.
  -  Médaille d'argent en Slalom parallèle.
  -  Médaille d'argent en Slalom géant.
- Championnats du monde de 2001 à Madonna di Campiglio (Italie) :
  -  Médaille d'or en Slalom parallèle.
  -  Médaille d'or en Slalom géant.
  -  Médaille d'or en Cross.
- Championnats du monde de 2003 à Kreischberg (Autriche) :
  -  Médaille d'or en Cross.
  -  Médaille d'argent en Slalom parallèle.
- Championnats du monde de 2005 à Whistler (Canada) :
  -  Médaille d'argent en Cross

### Coupe du monde de snowboard
- 6 gros globes de cristal :
  - Vainqueur du classement général en 1996, 1997, 1998, 2001, 2002, 2003[12]
- 13 petits globes de cristal :
  - Vainqueur du classement boardercross en 1997, 2001, 2003, 2004.
  - Vainqueur du classement slalom géant en 1995, 1996, 1997, 1998, 2001.
  - Vainqueur du classement slalom : 1996, 1997, 1998.
  - Vainqueur du classement slalom parallèle en 2002.
- 122 podiums dont 67 victoires (sur 205 départs)[13]